# 史料批判
史料批判（しりょうひはん、ドイツ語: Quellenkritik）とは、歴史学を研究する上で史料を用いる際、様々な面からその正当性、妥当性を検討することである。19世紀ドイツの歴史家レオポルト・フォン・ランケの提唱による歴史学的方法を指す。その著『近世歴史家批判』は、『ローマ的・ゲルマン的諸民族の歴史』の付録として1824年に刊行され、史料批判をとおして近代歴史学の基礎を確立した画期的な著作だとされている。
日本で「史料批判」の訳語を用いた早い例としては、原勝郎が1898年（明治31年）の「吾妻鏡の性質及其史料としての價値」において「史料の批評に二樣の別あり」とその訳語を用いている。
さらに20世紀に入って1935年に、西洋史学者の今井登志喜が『歴史学研究法』を著し「史料批判」を詳細に紹介する。ここでの史料とは「文献口碑伝説のみならず、碑銘、遺物遺跡、風俗習慣等一般に過去の人間の著しい事実に証明を与え得るもの」すべてであるが、以下文献史料を中心に述べる。

## 概要

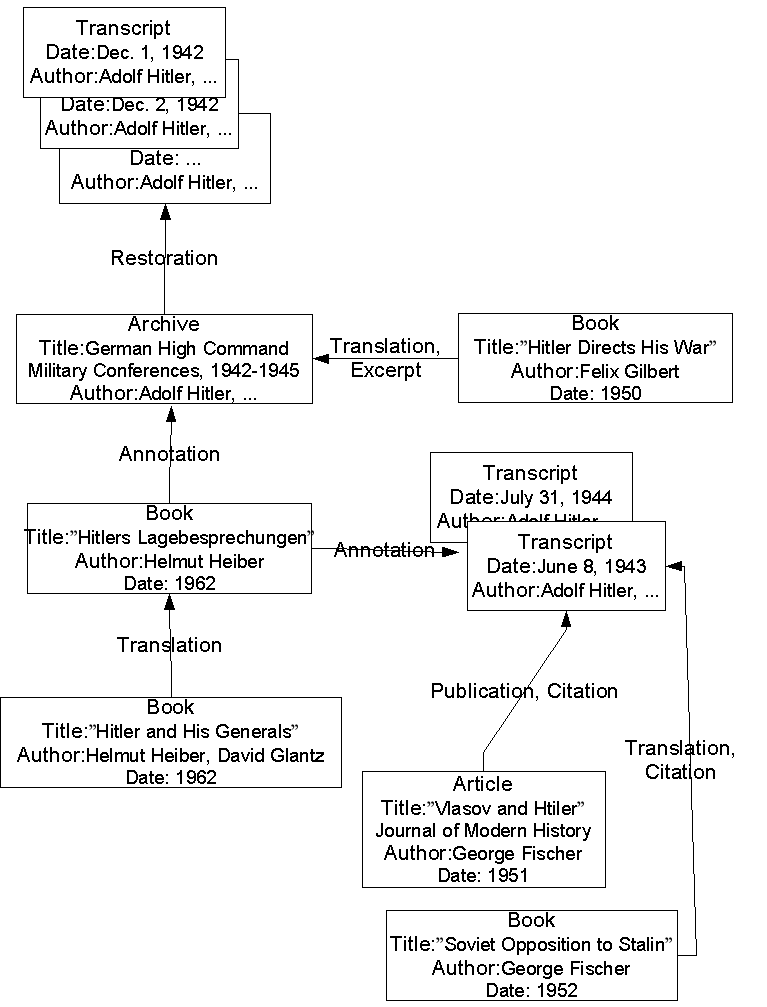
歴史学的なテキストの関係

史料として提供されるもののなかには、しばしば「全部もしくは一部が本物ではない」、あるいは「それまで承認されていたようなものではない」ということが発生する。
たとえば、中世ヨーロッパでは、荘園の領有にかかわる権利を堅固にするため、多くの偽文書が作られた。日本でも戦の感状などに偽造されたものがある。その量や種類は多く、権利にかかわるものであるだけに、大切に保管される場合も多い。いっぽう、何らかの理由で錯誤が生じ、その史料が、異なる時代や人物に当てられたり、誤った説明が加えられ踏襲されることもある。また、これらの偽造や錯誤が、全部でなく、一部であることもある。
したがって、史料の正当性・妥当性は、常に注意深く吟味されなければならない。また、史料が証言する内容について、有効性や信頼度（どの程度信頼できるか、どの程度の証拠能力をもつか）を評価する必要もある。これについては「証言者は事実を述べることができたのか」「事実を述べる意志があったのか」の2点より検討されなければならない。
史料批判は一般に、史料そのものが後世に偽造や改変を受けたものでないかどうか、一次史料に相当するか否かなど、その外的条件を検討する外的批判と、史料を残した人物が意識的ないしは無意識的に虚偽・錯誤の報告をしていないかを検討する内的批判とに分けられる。

## 方法

### 外的批判
史料の外的な条件を把握することが必要である。これらは史料の証拠価値の判定基準となる。例えば、次のような視点から史料の確かさを検討する。

#### 偽文書でないかどうか（真偽）
家系図などは後世の偽造である場合も多い。用いられている用語や言い回し、紙や筆記具の状態なども判断材料になる。筆跡から、後の人が加筆したことが判明する場合もある。
偽作についての検討
1. その史料の形式が、他の正しい史料の形式と一致するか。古文書の場合、紙・墨色・書風・筆意・文章形式・言葉・印章などを吟味する。
2. その史料の内容が、他の正しい史料と矛盾しないか。
3. その史料の形式や内容が、それに関係する事に、発展的に関係し、その性質に適合し、蓋然性を持つか。
4. その史料自体に、作為の痕跡が何もないか。その作為の痕跡の吟味として、以下のようなことが挙げられる。
  1. 満足できる説明がないまま遅れて世に出た、というように、その史料の発見等に、奇妙で不審な点はないか。
  2. その作者が見るはずのない、またはその当時存在しなかった、他の史料の模倣や利用が証明されるようなことがないか。
  3. 古めかしく見せる細工からきた、その時代の様式に合わない、時代錯誤はないか。
  4. その史料そのものの性質や目的にはない種類の、偽作の動機から来たと見られる傾向はないか。

その他、偽作がその内容の種本にした史料との比較によって、明らかに偽作とわかったりすることもある。
錯誤についても、偽作を検討する作業の中に、適用できるものが含まれる。混入や変形がある場合の吟味の基礎は、詳細な比較研究である。

#### 史料が作られた時・場所・人間関係を吟味する（来歴）
古い時代の文学作品等には、作者や著作日時が不明のことが多い。また公私の記録文書、ことに原本がなく写しのみの場合、例えば人々の書簡集のようなものには、これらが欠け、または不十分なことが多い。
日時・場所を明らかにすることは、事の経過や状況を知るための基本である。言語で表現された史料の場合、その史料の作者の地位・性格・職業・系統等が明らかにされれば、それがその史料の信頼性等を判断する根拠となって、その史料を用いる際に都合が良くなる。
日常語の「来歴」という言葉でイメージする、例えば当事者の子孫に代々伝えられてきたのか、出所不明なのか、などの要素は、外的批判が対象とする、史料の外的条件（真偽・史料批判用語での来歴・オリジナル性）全体に影響する要件である。

#### オリジナルの史料かどうか（本源性）
他の史料の引用・孫引きか、記述者本人の見聞か、伝聞か、といった点を把握する。当事者の日記や書簡、その当時作成された公文書などは最もオリジナル性が高く、一次史料とされる。これに対して後世の編纂物や後からの回想などはオリジナル性が低くなる。
例えばある事件の史料として、Aが書いた手記と、Bが書いた手紙、Cが作成した記録があったとすると、A・B・Cの立場や事件との関係などによって記述内容が異なるのが普通である。一致している場合には、どちらかが他方を参照して書かれたのではないか疑う必要がある。この場合は、言葉の使い方や表現法などからどちらがオリジナルか、判断する必要がある。一方、複数の史料同士が相互に矛盾している場合は、単なる事実誤認・勘違いによるものなのか、それぞれの記述者の利害関係によるものか、思想的な背景があるのか、など様々な面から検討を行ったうえで、史料を総合的に判断することになる。

### 内的批判
史料の信頼性を検討し、史料の性格や価値を判断する。信頼性とは、記述者と書かれた内容の関係を考察し、記事の確かさを検証することである。
歴史研究において一次史料を扱うことは必要不可欠であるが、一次史料が必ずしも正しいとは言えないので注意を要する。たとえば、事件の当事者が事件直後に書いたものと、事件から相当経過してから第三者が伝聞を元に書いたものを比較すると、一般的には時間的・空間的に近く、また当事者に近い方が信頼性が高いと考えられる。実際、それまで知られていなかった一次史料の発見によって、従来の歴史解釈が大きく変わることもしばしばみられることである。
一方、当事者であるがゆえに、かえって自分に都合のいいように記述したり、都合の悪い点を隠す場合も多い。そのため、一次史料を別の立場から書かれた史料と比較検討することも必要である。
古い記録の場合、筆者がどういう人物か不明である場合も多いが、できるだけ筆者の人物像を明らかにすることが必要である。筆者の立場や教養、主義・思想などによって史料の信頼性は大きく左右される。また、ひとまとまりの史料群については、史料群全体の性格を理解することが重要である。史料を総合的に検討することで、正確な内容が多く信頼できる史料と、不確かな記述が多く信頼しがたい史料などの区別も付いてくる。例えば、ある宣教師の書いた報告書は、事実関係については相当正確であるが、宗教的な偏見から誤った解釈がされていることが多い、などといった史料の性格を把握することが大切である。
言語で表現された史料には主観が伴う。したがって、その作者の人物を考慮することは、その史料の信頼性を考える上で、重要な標準となる。

#### 錯誤と虚偽
史料の信頼性が損ねられる例は多々ある。その原因には、大きく分けて「錯誤」と「虚偽」がある。
錯誤の例
1. 感覚的な錯誤
2. 総合判断の際の先入観や感情による錯誤
3. 記憶を再現する際に感情的要素が働いて誇大美化（もしくは、その逆の場合）が起きるような例
4. 言語表現が不適切で証言がそのまま他人に理解されない例

直接の観察者でも、錯誤が入ることはよくある。ましてや証言者がその事件を伝聞した人である場合、誤解・補足・独自の解釈等によって、さらに錯誤が入る機会は多い。ことに噂話のように非常に多数の人を経由する証言は、その間にさらに群集心理が働いて、感情的になり、錯誤はますます増える。

虚偽の例
1. 自分あるいは自分の団体の利害に基づく虚偽
2. 憎悪心・嫉妬心・虚栄心・好奇心から出る虚偽
3. 公然あるいは暗黙の強制に屈服したための虚偽
4. 倫理的・美的感情から、事実を教訓的にまたは芸術的に述べる虚偽
5. 病的変態的な虚偽
6. 沈黙が一種の虚偽であることもある

#### 言語史料の特性
上述のように、言語史料には錯誤・虚偽が入る機会が少なくない。言語史料を「音声」と「文字」に大別し、それぞれの史料特性を以下に記す。
「音声」史料の場合
時間的人間的に、間接の度が増して、広がるほど遠くなるほど、信頼性が落ちる。伝説はその典型である。一般に、長く伝わる間に、1.誇大・美化・理想化、2.集中、3.混合、などが起きる傾向がある。現在文献化している音声史料でも、かつて相当の期間口承されたものは、こういう性質を持つ。

「文字」史料の場合
公私の往復文書、宣言書、演説、新聞雑誌の記事、日記、覚書、回想録、系図、歴史書、年代記、伝記その他、種々の種類に分類して、大体その性質を考察した上で、さらにその史料の一つ一つを吟味する。特に、利害関係を持つ内容、宣伝的性質を持つ内容、道徳的・芸術的効果を目的とする内容等については、事実の歪曲を予想するべきである。
歴史の叙述にあたっては、それぞれの史料特性を考慮において、言語史料を扱う必要がある。